# Cordilleras Fronterizas
 Las cordilleras Fronterizas, también conocidas en singular y como la cordillera Fronteriza de Alaska, son las más grandes y más septentrionales subcordilleras de las Montañas de la Costa. Comienzan en el río Nass, cerca del extremo sur de la franja de Alaska en la provincia canadiense de Columbia Británica y corren hasta el río Kelsall, cerca del paso de Chilkoot, más allá del cual se encuentran las cordilleras de Alsek de las montañas San Elías, y hacia el norte en el territorio del Yukón, flanqueando el lado oeste del desagüe del río Yukón hasta el paso de Champagne, al norte del cual se encuentran las cordilleras del Yukón. Al este se encuentran las montañas Skeena y la meseta Stikine del complejo de las montañas del Interior que se encuentra al noroeste de la meseta Interior; la subregión inmediatamente adyacente de la meseta Stikine es la meseta de Tahltan. Al noreste está el Altiplano de Tagish, que es una subregión de la Meseta del Yukón. Ambas tierras altas se consideran en algunas descripciones como incluidas en las Montañas de la Costa. El archipiélago de Alexander se encuentra en la costa y está completamente dentro de Alaska. 
Las cordilleras Fronterizas incluyen varios campos de hielo grandes, incluido el campo de hielo de Juneau, entre la ciudad de Alaska del mismo nombre y el lago Atlin en BC; y el casquete de hielo Stikine, que se encuentra entre el río Stikine inferior y el río Whiting . Algunas de las montañas más altas de las cordilleras fronterizas son: el Monte Ratz, 3,090 m; el Pico Chutine, 2,910 m y el Devils Thumb, 2,766 m, todos en la región del casquete de hielo Stikine; y Devils Paw, 2,593m, en el campo de hielo de Juneau. (Otros picos en el casquete de hielo Stikine superan los 2,600 m, pero tienen una prominencia topográfica relativamente baja.) 
A pesar de la altura del monte Ratz y sus vecinos, la mayoría de las cordilleras Fronterizas son considerablemente más bajas que las cordilleras del Pacífico de las montañas Costeras del sur. Los campos de hielo más grandes de las cordilleras Fronterizas se encuentran a una elevación mucho más baja que sus contrapartes del sur en las cordilleras del Pacífico debido a la diferencia de latitud. 
Fisiográficamente, son una sección de la provincia más grande de la Frontera del Pacífico, que a su vez es parte de la división fisiográfica más grande del Sistema Montañoso del Pacífico . 
Las intrusiones graníticas que forman las cordilleras Fronterizas son restos de un sistema del arco volcánico del Cretácico Superior llamado Arco de la Cordillera de la Costa.

## Subcordilleras
| - Cordillera Fronteriza - Cordillera Cheja - Cordillera Chechidla - Campo de hielo de Chutine - Montañas de Adán - Cordillera Ashington - Cordillera Burniston | - Cordillera Dezadeash - Cordillera de Florencia - Cordillera Halleck - Campo de hielo de Juneau - Montañas Kahpo - Cordillera Kakuhan - Montañas Lincoln | - Cordillera Longview - Montañas Peabody - Cordillera Rousseau - Montañas Seward - Ciordillera Snowslide - Rango Spectrum - Campo de hielo de Stikine |

## Ríos
Los ríos que drenan o discurren por las cordilleras Fronterizas incluyen: 
| - Río Chilkat - Río Choquette - Río Craig - Río Iskut - Río Kelsall - Río Keta - King Salmon Creek | - Río Klehini - Lava Fork - Río Nass - Río Porcupine - Río Salmón - Ro Skagway | - Río Stikine - Río Taiya - Río Taku - Río Tulsequah - Río Unuk - Río Whiting |